# Jewgenija Moissejewna Ratner

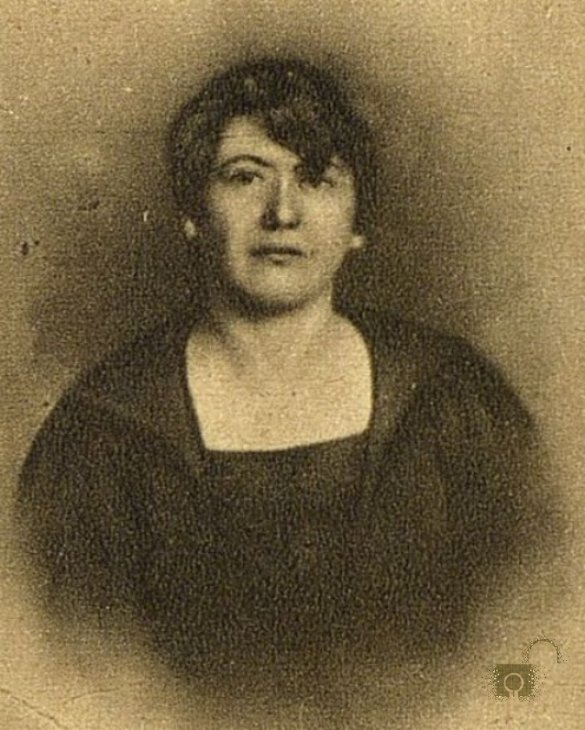
Jewgenija Moissejewna Ratner

Jewgenija Moissejewna Ratner, auch Elkind, Ratner-Elkind, (russisch Евгения Моисеевна Ратнер, auch russisch Элькинд, Ратнер-Элькинд; * 1886 in Smolensk; † 1931 in Moskau) war eine russische Revolutionärin und Ökonomin.

## Leben
Ratners Eltern waren der Arzt und Ehrenbürger Smolensks Moissei Hirschewitsch Ratner, der früh starb, und Marija Lwowna geborene Schmer. Ratner absolvierte das Smolensker Mädchengymnasium. 1902 wurde sie Mitglied der neuen Partei der Sozialrevolutionäre (SR). Im April 1904 wurde sie im Zusammenhang mit dem Prozess gegen die Organisation des Smolensker SR-Komitees verhaftet. Während der Russischen Revolution 1905 organisierte sie im Februar 1905 in Smolensk eine Demonstration und hielt eine Rede im Volkshaus, wie der Polizeibericht vermerkte. Während des Dezemberaufstands in Moskau kämpfte sie auf den Barrikaden im Rajon Presnja und in der Prochorow-Manufaktur. Sie war Organisatorin und Mitglied des SR-Nordwest-Oblastbüros.
Ratner studierte an der Universität Zürich mit Abschluss.
Während der Februarrevolution 1917 arbeitete Ratner für die SR in Petrograd und Moskau. Sie wurde in die Moskauer Stadtduma gewählt. Sie war Mitglied des beratenden Vorparlaments der Provisorischen Regierung in Petrograd, in dem sie zum linken Flügel der SR gehörte.
Nach der Oktoberrevolution wurde Ratner im Dezember 1917 auf dem IV. SR-Kongress in das SR-Zentralkomitee gewählt und trat in dessen Büro ein. Im Sommer 1918 blieb sie in Moskau, arbeitete im Untergrund und leitete das Moskauer Büro des SR-Zentralkomitees. Im August 1919 war sie Geschäftsführerin der Moskauer Abteilung der VIII. Sektion des Staatlichen Gesamtarchivfonds.
Am 9. Oktober 1919 wurde Ratner verhaftet und nach einiger Zeit wieder freigelassen. 1920 wurde sie erneut verhaftet und kam zunächst in die Lubjanka und dann mit ihrem dreijährigen Sohn Alexander in die Butyrka. Am 10. Mai 1921 schickte sie einen offenen Brief an Feliks Dzierżyński, in dem sie die Verletzung der Rechte eines minderjährigen Kindes in einem sowjetischen Gefängnis darstellte. Am 7. August 1922 wurde sie im Prozess gegen die SR vom Obersten Revolutionstribunal beim  Allrussischen Zentralen Exekutivkomitee (WZIK) zum Tode verurteilt und in die Lubjanka überführt. Am 8. August 1922 setzte das Präsidium des WZIK die Urteilsvollstreckung aus, worauf ihre Haftbedingungen in der Lubjanka verschärft wurden. Im März und Juli 1923 führte sie Hungerstreiks durch. Am 14. Januar 1924 wurde der Tod durch Erschießen durch 5 Jahre Freiheitsentzug ersetzt. Anfang 1925 wurde aufgrund ihrer Krebserkrankung aus dem Gefängnis entlassen und zusammen mit drei Kindern im Alter zwischen 6 und 13 Jahren in die dreijährige Verbannung in Ust-Zilma geschickt. Im Januar 1925 führte sie einen neuntägigen Hungerstreik durch, worauf sie mit ihrer Mutter Marija Lwowna und ihren drei Kindern nach Samarqand verlegt wurde. Dort arbeitete sie als Ökonomin. Am 6. März 1930 wurden Ratner und Nikolai Nikolajewitsch Iwanow, der sich auch in Samarqand aufhielt, auf einer illegalen Versammlung der Taschkenter SR-Gruppe parteischädigendes Verhalten vorgeworfen, weil sie mit der kommunistischen Presse zusammenarbeiteten. 1930 wurde sie zurück nach Moskau in das Butyrka-Krankenhaus gebracht, wo sie im Frühjahr 1931 an Krebs starb.
Ratner hatte drei Brüder und war in erster Ehe verheiratet mit dem SR-Mitglied Lew Moissejewitsch Elkind, mit dem sie zwei Söhne und eine Tochter bekam. In zweiter Ehe heiratete sie das SR-Mitglied Alexander Pawlowitsch Struschinski (1892–1937 oder 1938).